# Sibo (socken)
Sibo (kinesiska: 斯波乡, 斯波) är en socken i Kina. Den ligger i provinsen Sichuan, i den sydvästra delen av landet, omkring 370 kilometer nordost om provinshuvudstaden Chengdu.
Genomsnittlig årsnederbörd är 1 409 millimeter. Den regnigaste månaden är juli, med i genomsnitt 293 mm nederbörd, och den torraste är december, med 5 mm nederbörd.